# Jay White
Jay White (Auckland, 9 de outubro de 1992) é um lutador de luta livre profissional neozelandês que atualmente trabalha para a All Elite Wrestling (AEW). Após começar sua carreira em 2013, White se juntou a NJPW no ano seguinte como um "young lion". Em junho de 2016, White saiu em uma excursão de aprendizado no exterior, durante a qual ele trabalhou mais notavelmente para a promoção americana Ring of Honor (ROH) e para a promoção britânica Revolution Pro Wrestling (RPW) através das parcerias internacionais da NJPW. White eventualmente retornou para a NJPW em novembro de 2017.

## Carreira na luta profissional

### Início de carreira (2013–2014)
White inicialmente treinou com The UK Kid na Varsity Pro Wrestling no início de 2013 e fez sua estreia profissional em 19 de fevereiro, trabalhando para VPW e All Star Wrestling, entre outras promoções. No início de 2014, White conheceu Prince  Devitt, da New Japan Pro Wrestling, e competiu junto com ele em uma tag team match para a VPW. Após a luta, Devitt deu a White seu cartão e disse-lhe para manter contato. Pouco tempo depois, White foi contactado por Bad Luck Fale, que disse que Devitt havia falado com oficiais da NJPW sobre White e que ele poderia conseguir um lugar como um "young lion" no dojo se ele quisesse. Vários meses depois, White se encontrou com Fale, Devitt e Shinsuke Nakamura em Londres, onde White aceitou sua oferta e começou a finalizar seu visto para ir para o dojo da NJPW.

### New Japan Pro-Wrestling (2015–2016)
White foi para o Japão na véspera do Ano Novo de 2014 e começou a treinar como um young lion após sua chegada, fazendo sua estreia na NJPW em 30 de janeiro de 2015, sendo derrotado por Alex Shelley. White perdeu quase todas as suas lutas em 2015, como é comum aos young lions na NJPW. Em 2016, White conseguiu conquistar mais vitórias e, em 27 de março, competiu em sua maior luta, quando foi derrotado pelo então IWGP Intercontinental Champion Kenny Omega, em uma luta sem o título em jogo. A luta final de White na NJPW ocorreu em 19 de junho de 2016 no Dominion 6.19 em Osaka-jo Hall, quando ele, David Finlay, Jr. e Juice Robinson foram derrotados por Satoshi Kojima, Hiroyoshi Tenzan e Manabu Nakanishi. White saiu para sua excursão aos Estados Unidos na semana seguinte.

### Excursão estrangeira (2016–2017)

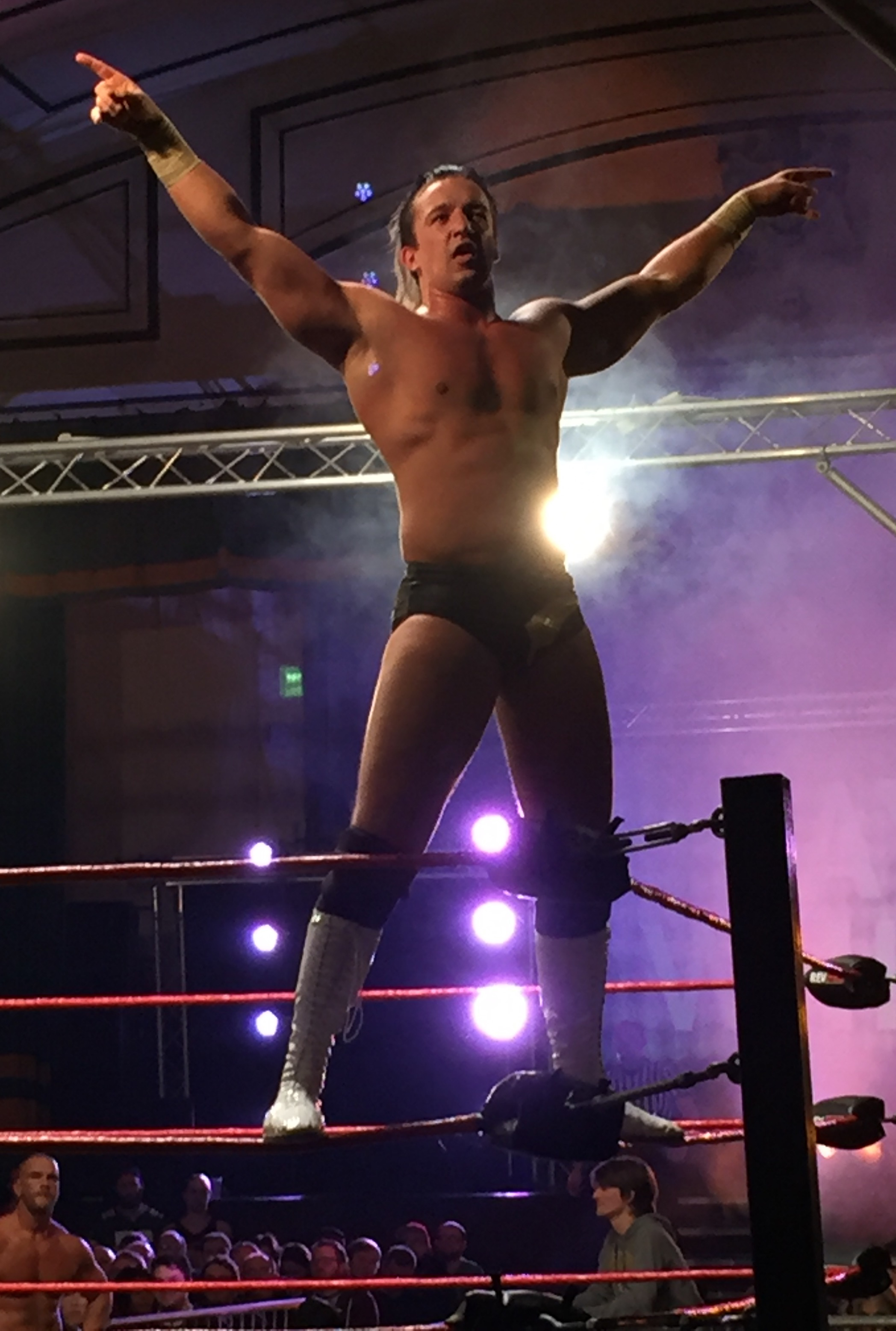
White em janeiro de 2017

Ao se mudar para os Estados Unidos, White foi primeiramente para Nova Jersey, antes de se mudar para Detroit, onde ele morava com Alex Shelley. White estreou na Ring of Honor (ROH) nas gravações para a TV em 25 de junho, derrotando Kamaitachi por desqualificação e fazendo equipe com The Motor City Machine Guns (Alex Shelley e Chris Sabin) para derrotar Kamaitachi e The Addiction (Christopher Daniels e Frankie Kazarian). White e The Motor City Machine Guns eventualmente formaram um grupo chamado "Search and Destroy" com Jonathan Gresham e Lio Rush. Em 8 de julho, White derrotou Lio Rush. Nas gravações seguintes para a TV, White derrotou Will Ferrara e lutou contra Jay Briscoe com a luta acabando em empate por limite de tempo. White estreou para a Revolution Pro Wrestling da Inglaterra em 12 de agosto de 2016, derrotando Josh Bodom. Em 19 de agosto, White competiu em uma fatal four way match contra Kamaitachi, Lio Rush e Donovan Dijak, que foi vencida por Dijak. No dia seguinte, White e Rush foram derrotados por The Briscoe Brothers. White voltou à RPW em 26 de agosto, derrotando Mark Haskins. Em 30 de setembro, White se juntou a Kushida e ACH para derrotar os Briscoes e Toru Yano em uma nas quarta de finais do Torneio ROH Trios Tag Team Championship. White, ACH e Kushida derrotaram The Cabinet (Rhett Titus, Kenny King e Caprice Coleman) nas semifinais, mas foram derrotados por The Kingdom (Matt Taven, Vinny Marseglia e TK O'Ryan) na final no Final Battle. White competiu mais uma vez pela RPW em 21 de janeiro de 2017, derrotando Martin Stone. Em 6 de junho, White recebeu sua maior oportunidade de título em sua carreira quando, depois de ganhar uma Battle Royal, desafiou sem sucesso Christopher Daniels pelo Campeonato Mundial da ROH em uma triple threat match. No Best in the World 2017, White juntou-se com Search and Destroy para derrotar The Rebellion em um combate onde os perdedores deveriam dissolver seu grupo, mantendo seu grupo em conjunto.

### Retorno para a NJPW (2017–presente)
Em 5 de novembro de 2017 no Power Struggle, White retornou para a NJPW como o misterioso "Switchblade", que foi bastante destacado nos últimos meses, desafiando Hiroshi Tanahashi para uma luta pelo IWGP Intercontinental Championship no Wrestle Kingdom 12 in Tokyo Dome, antes de atacá-lo. No dia seguinte, a NJPW anunciou oficialmente a luta entre Tanahashi e White para o Wrestle Kingdom 12. Em 4 de janeiro, White foi derrotado por Tanahashi na luta pelo título. Em 5 de janeiro, Jay tentou se juntar ao Bullet Club; no entanto, White traiu Kenny Omega, o atacando com um Blade Runner. Um dia depois, ele se juntou à facção Chaos para enfrentar o Bullet Club e Kenny Omega, alegando que ele precisava de um backup em sua luta contra o Bullet Club. Em 28 de janeiro no New Beginning em Sapporo, White derrotou Omega para se tornar o segundo IWGP United States Heavyweight Champion na história do título.

## No wrestling
- Movimentos de finalização
  - Blade Runner[20] / Shellshock[21] (Twisting Pull Down Fabebuster) – adotado de Alex Shelley
  - Kiwi Krusher (Fisherman driver)
  - Sharp Sensations (Crucifix hold, seguido de back elbows)
- Movimentos secundários
  - Backhand chop
  - Boston crab
  - Double-Arm suplex
  - Crossface
  - Dropkick, às vezes do topo da terceira corda
  - Lariat
  - Reverse STO, seguido de um German suplex
  - Running Death Valley driver
  - Running European uppercut, em um oponente no córner
  - Saito suplex
  - Sleeper suplex
  - Ura-nage
- Apelidos
  - "Switchblade"
- Temas de entrada
  - "Crossbody" por Yonosuke Kitamura[22]
  - "Rock the Night" por Europe
  - "Switchblade" por Yonosuke Kitamura

## Títulos e prêmios
- New Japan Pro Wrestling
  - IWGP United States Heavyweight Championship (1 vez)
  - IWGP Heavyweight Championship (1 vez)
  - IWGP Intercontinental Championship (1 vez)
  - NEVER Openweight Championship (1 vez)

- Pro Wrestling Illustrated
  - PWI classificou-o em #363 dos 500 melhores lutadores individuais na PWI 500 em 2016[23]
  - PWI classificou-o em #44 dos 500 melhores lutadores individuais na PWI 500 em 2018[23]
  - PWI classificou-o em #12 dos 500 melhores lutadores individuais na PWI 500 em 2019[23]